# Sackturm

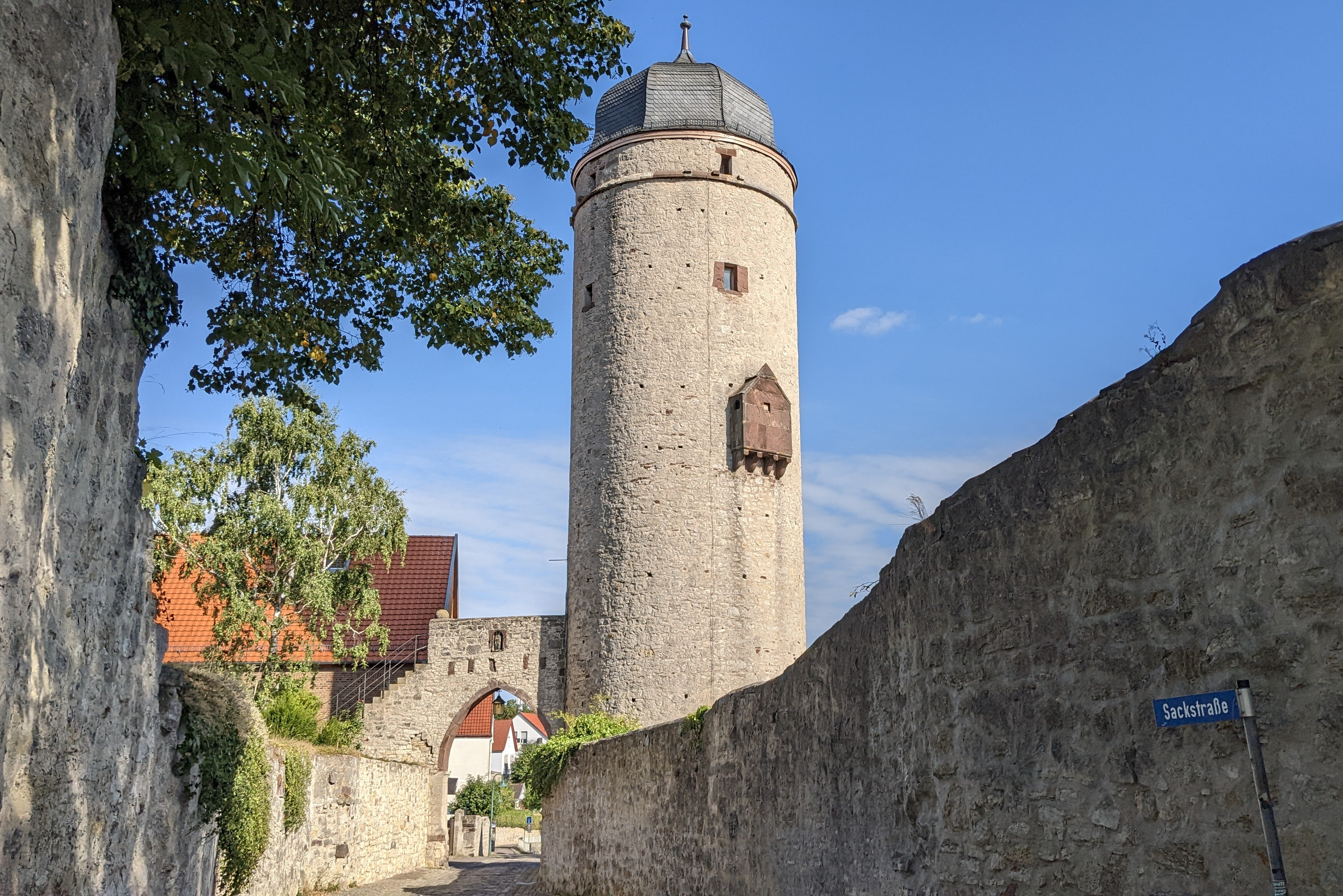
Sackturm und Sacktor von der Feldseite

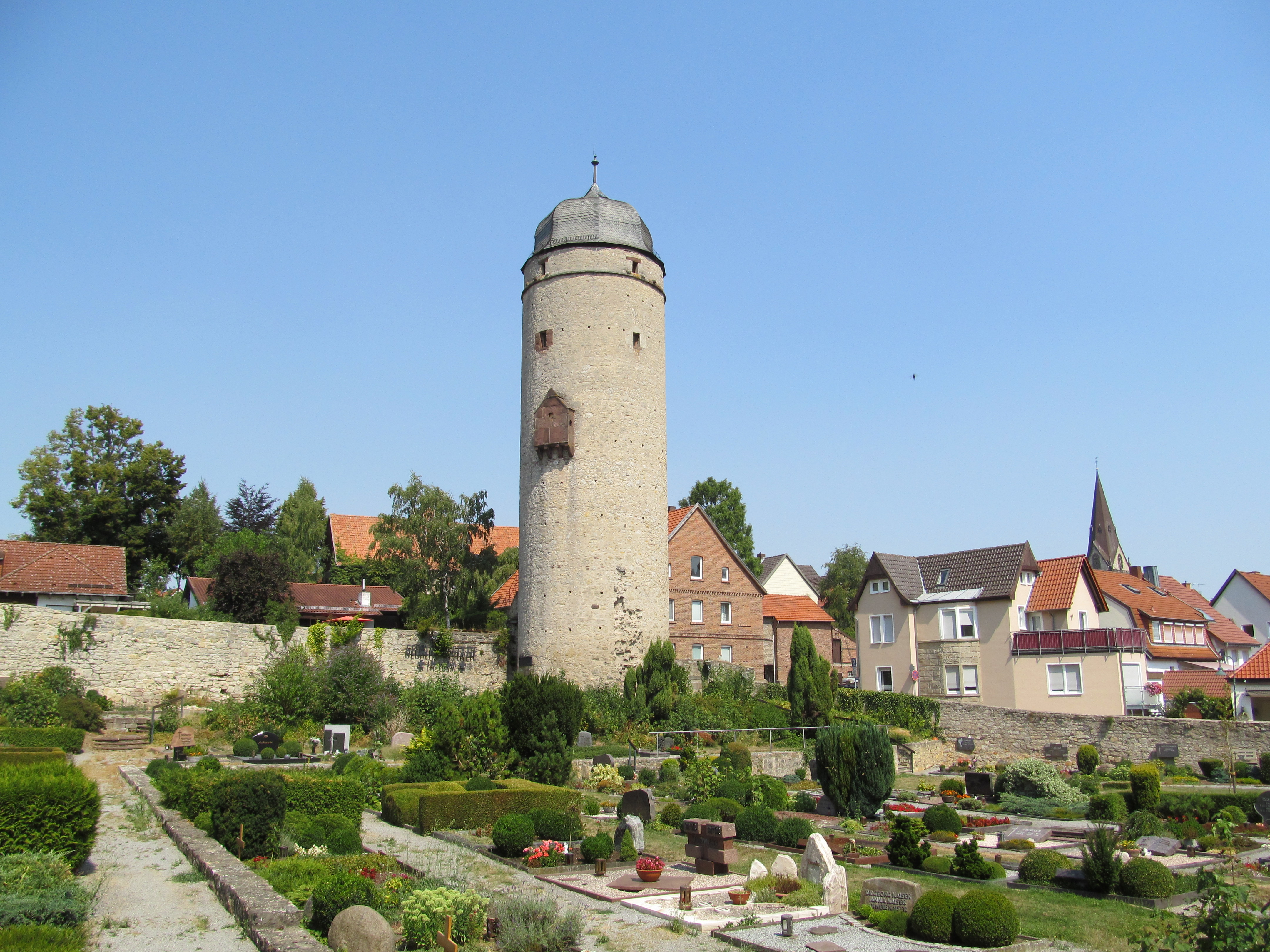
Sackturm von der Burgseite (heute: Burgfriedhof)

Der Sackturm ist ein im 14. Jahrhundert errichteter Wachturm der um 1226 erstmals erwähnten mittelalterlichen Stadtbefestigung der Stadt Warburg. Er ist seit 1985 in der Liste der Baudenkmäler in Warburg eingetragen.

## Beschreibung
Der Sackturm ist ein ca. 28,5 m hohe Rundturm. Sein oberes Geschoss ist durch ein umlaufendes Gesims hervorgehoben und besaß – nach den erhaltenen Kragsteinen zu schließen – in alle vier Himmelsrichtungen balkonartige Gebilde für die Turmwächter. An der Westseite ist zudem auf halber Höhe ein gut erhaltener Sandsteinerker als Aussichtspunkt angebracht. Der Turm verfügt über eine geschweifte Haube, die später hinzugefügt wurde.

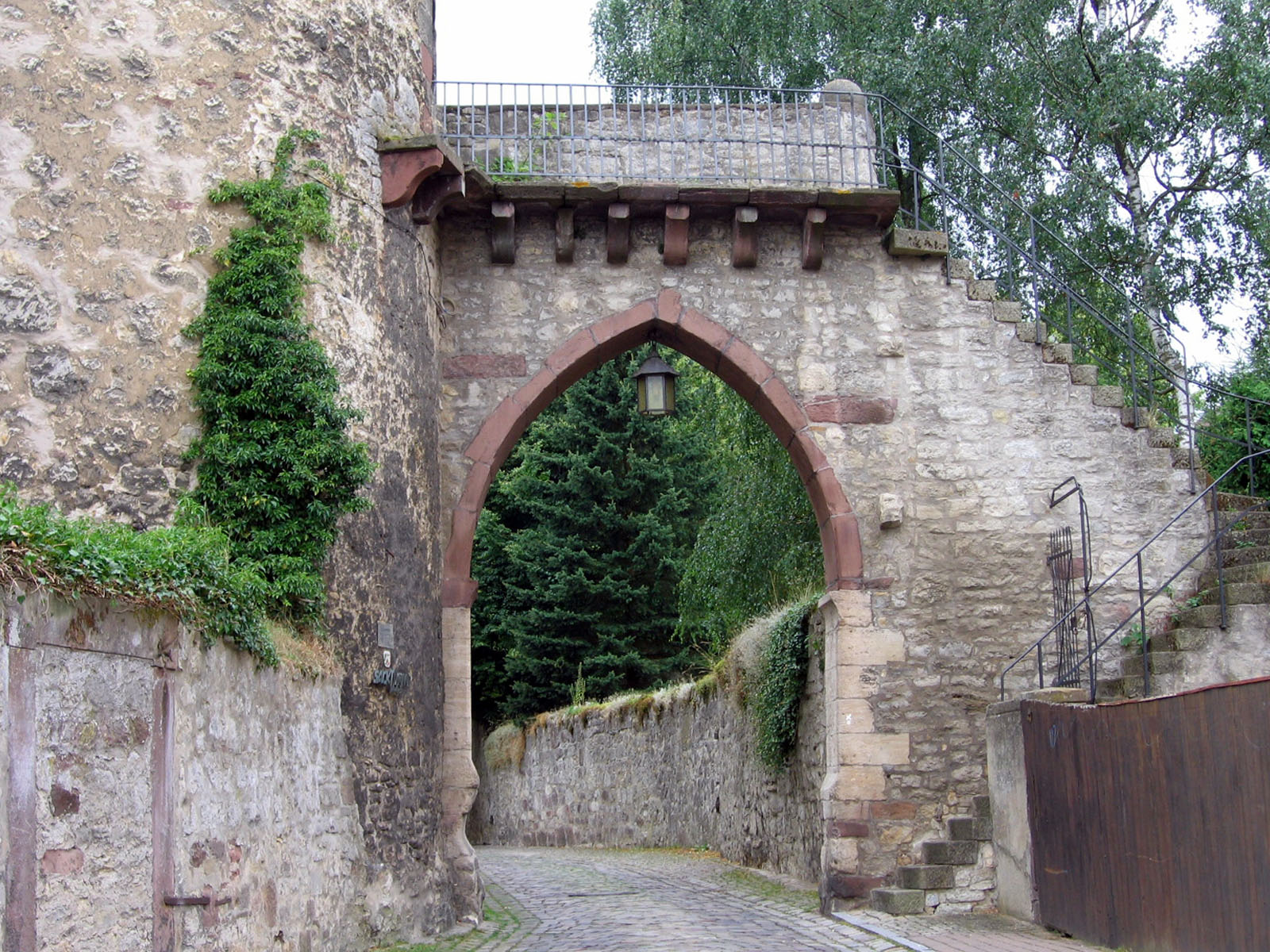
Sacktor, Innenseite

Das spitzbogige Sacktor neben dem Turm trägt noch ein Stück des ehemaligen Wehrgangs, von dem aus der Turm zugänglich ist. An der Feldseite ist über dem Tor eine Nische angeordnet, die eine Figur des heiligen Petrus enthält und dadurch auf die ehemalige vor dem Tor auf der Hüffert gelegene Peterskirche verweist.

## Geschichte
Der Sackturm entstand ca. 1309 im Verbund mit dem benachbarten Sacktor. 1414 wurde ein Turmwächter auf dem „Sacdoor“ überliefert. 1443, wenige Jahre nach der 1436 erfolgten Vereinigung der beiden Städte Altstadt und Neustadt, wurde der Sackturm von diesen gemeinsam erhöht, um so neben dem Stadtzugang nach Westen auch die nahe gelegene Wartburg besser kontrollieren zu können. Er hatte damit eine ähnliche Funktion wie beispielsweise der Mehlsack in Ravensburg. 
Die geschweifte Haube des Turmes stammt aus dem 17. Jahrhundert.
Die dem Sackturm und Sacktor vorgelagerten Rundbastionen wurden im späteren 15. und 16. Jahrhundert hinzugefügt und umfassten zwei weitere, im 19. Jh. abgebrochene Tore.
1955 wurde im Erdgeschoss eine Kriegergedächtnisstätte eingebaut.